# 시놉티콘
시놉티콘(영어: synopticon)은 패놉티콘의 반대되는 개념으로 감시에 대한 역감시란 의미이다. 파놉티콘이 자리를 잡았던 19세기, 다수가 소수의 권력자를 감시하는 언론의 발달을 시놉티콘이라 하면서부터 발달하기 시작했다.
정보사회의 발전에 의해 파놉티콘 체제의 일방적 감시는 시놉티콘으로 바뀌어 가고 있다. 노르웨이의 범죄학자 토마스 매티슨은 언론과 통신을 통해 다수가 소수의 권력자를 감시할 수 있는 체제로 발달했다고 주장하면서, 이러한 권력 감시를 시놉티콘(synopticon)이라는 이름을 붙였다. 정보화 시대가 도래하면서 인터넷은 시놉티콘을 가능하게 하였다. 사회에서 일어나는 일에 대한 비판적인 의식의 교류, 부정적인 현실의 고발, 중요사안에 관한 의견 결합 등 네티즌들의 조사로 권력자들을 감시하는 역발상 체제가 바로 이것에 해당한다. 시놉티콘에 크게 기여한 것은 바로 인터넷의 익명성이다. 권력자에게 쉽게 말할 수 없는 내용들을 서로 익명 체제 하에 교류하고 투합할 수 있게 되었기 때문이다.
파놉티콘은 과거의 원형 교도소형 감시를 가리키며, 한 명의 감시자가 여러 명을 감시한다는 벤담의 일망 감시 시스템을 말한다. 인터넷 실명제가 그 대표적인 사례이다. 이 시스템은 곧 사회의 수직적 구조를 가리킨다. 그러나 디지털 정보 시대로의 발전을 통해 이제는 누구나 정보를 수용하고 만들어 내는 생산 수요자 (Prosumer)가 되었다. 그로 인해 권력에 대한, 또는 가진자(기득권)에 대한 비판적 목소리와 사회에 대한 다양한 의견들이 제기되기 시작했다. 즉, 권력에 대한 견제, 곧 감시가 시민으로부터 위의 권력으로 이루어지는 역감시가 이루어진다는 것이다. 이제는 비록 소수일지라도 예전보다 많은 이들이 언론의 행위를 하고 있으며, 언론의 영향력은 '제3자 효과가설'처럼 누군가는 듣고, 보게 된다는 심리로 그들에게 압력으로 작용하게 된다. 예를 들어 시민운동에 의한 역감시 강화, 반부패국민연대가 운용하는 '사이버 국민신문고'나 거의 모든 홈페이지에 개설되어 있는 '자유게시판'의 이용과 같은 인터넷의 쌍방성을 이용한 역감시의 강화 등이 '감시사회'의 폐단을 줄이거나 시정할 수 있는 장치로 논의되고 있다. 이렇듯 시민이 참여하는 권력에 대한 견제를 통해 사회는 수평적 구조로 변모되어 가고 있으며 이것이 사회 누구나 감시를 하는 쌍방향 감시, 또는 탈파놉시즘(Post-panopticism), 곧 시놉티콘이라 할 수 있다.

## 시놉티콘

### 시놉티콘의 유래
시놉티콘은 파놉티콘에 반대하는 의미로 '역파놉티콘'이라고도 한다. 항상 권력자들과 같은 소수에게 통제를 받는 다수들이, 파놉티콘을 이용하여 다수가 소수의 권력자들과 같은 소수에게 통제 할 수 있게끔 만들어진 시스템이라고 할 수 있다. 소수가 다수를 감시하는 파놉티콘이 근대사회의 감시체계로 자리잡고 한참 후 다수가 소수인 권력자를 감시하는 언론의 발달로 인해 생긴 시스템을 '시놉티콘'이라 하였다.

### 파놉티콘과 시놉티콘
파놉티콘의 유래는 죄수를 감시하기 위한 벤담의 일망 감시 시스템이다. 한 명의 간수가 수백 명의 죄수를 감시를 효과적으로 하기 위해서 18세기 말엽, 영국의 공리주의 철학자인 제레미 벤담(Jeremy Bentham)이 고안을 해낸 감시 시스템이다. 파놉티콘이라는 원형 감옥을 제안했다. 가운데에 원형 빈 공간을 만들고, 바깥쪽의 둥그런 건물에는 죄수를 가두는 방을 만들어서 간수 한 명이서 수백 명의 죄수를 감시할 수 있도록 고안을 하였다. 간수들은 죄수를 감시하고 있지만, 죄수들의 방안은 늘 햇빛과 전등으로 밝게 하여 일거수 일투족이 간수에게 시시각각 포착이 되었다. 하지만 간수들의 공간은 항상 어둡게 유지가 되어서, 죄수들의 시각으로 간수들의 움직임을 볼 수 없게 되어 있었다. 이런한 감옥으로 만들기 위해 사용됐던 파놉티콘이라는 감시 시스템망이 미셀 푸코(Michel Foucault)의 베스트 셀러 '감시와 처벌'에 의해서 파놉티콘의 폐해가 드러나 있다. 바로 군중과 정치자들에 대한 시각으로 바라 보았을 때의 모습이 바로 파놉티콘과 매우 흡사하다는 것이다. 이런한 이유로 파놉티콘이라는 감시망이 인문학자의 범주를 넘어서 지식인 일반과 대중에게까지 큰 영향력을 미치게 된 계기가 되었다.
시놉티콘은 파놉티콘의 반대인 '역파놉티콘'이라 할 수 있다. 항상 소수에 의해 감시되는 다수들에 의해서 만들어진 시스템이라고 할 수 있다. 20세기에 들어와서 정치와 경제면에서 많이 이용됨을 알 수 있다. 특히 역감시의 기능을 하는 것으로는 의회와 언론을 생각할 수 있다. 의회는 초반에는 역감시의 기능을 소화 해놨지만, 현재는 의회의 기능이 비대해지면서 스스로가 권력화하는 현상이 많이 일어났다. 따라서 현재 시민운동이 현대의 시놉티콘의 예라고 할 수 있다. 시민 운동이 정치권의 부패, 권력의 남용, 선거, 대기업, 언론에 대한 감시를 유지해 오고 있다.

## 현대사회의 시놉티콘

### 정치분야
근대에 접어 들면서 왕의 정치에 감시 통제를 하기 위해 의회와 언론이 등장하기 시작하였다. 초기엔 왕의 정치를 감시하고 왕의 권력은 통제하였지만 20세기에 들어 언론과 의회 모두 정치적으로 권력을 잡게 된 후 변질이 되었다. 이러한 이유로 또 하나의 시놉티콘 시스템을 이용한 방침이 생겼는데 그것을 바로 시민운동이라고 한다. 대한민국 또한 세계에 흐름에 맞추어 정치권의 부패, 권력의 남용, 선거, 대기업, 언론에 대한 감시를 시민운동의 활동으로 이루어졌다. 시민운동의 필수 불가결한 것이 바로 권력단체에 대한 정보 공개이다. 현재 법률은 현재 국민들의 권리를 보장하기 위해서, 또 행정의 투명함을 보기 위해서 많은 활동을 하고 있다. 시민운동은 또한 신문, TV, 라디오와 같은 언론 매체에서도 많은 활동을 하고 있다. 미래엔 정치 분야에서 시놉티콘으로 활동하는 감시망이 더 많이 생길 것이라고 전망된다.

### 경제분야
최근에 접어 들어 경제 분야에서도 파놉티콘으로 문제를 많이 일으켰다. 강자를 더 강하게 하고 약자를 한없이 약하게 만드는 무한정한 세계화를 반대하는 북미의 시민들은 운동단체를 만들어 제 3세계 네트워크와 연계하였다. 이러한 국제적인 단체의 활동으로 정부의 힘은 무력화되기까지 하였다. 다자간투자협정 (MAI)라는 경제협력개발기구에서 직접투자장벽을 제거하기 위해 추진하는 새로운 국제협약이 OECD 비밀리에 추진되었지만, 캐나다의 한 단체에 의해서 세상에 알려져 많은 단체가 저항하기에 이르렀다. 이렇게 경제 분야에서도 시놉티콘이라는 역파놉티콘의 예를 볼 수 있을 정도로 현재 시놉티콘의 파워는 대단하다 여길 수 있다. 미래에도 경제분야에서 시민들의 운동을 통해서 감시 체계가 만들어질 것으로 전망된다.

## 참고 문헌
- 《과학기술의 철학적 이해》(한양대학교 출판부), 한양대학교 과학철학교육위원회 편, 581쪽~599쪽
- 《제3차 빅브라더 보고서》(함께하는 시민행동), 2003